# Hansjörg Felmy
Hansjörg Felmy (Berlino, 31 gennaio 1931 – Eching, 24 agosto 2007) è stato un attore e doppiatore tedesco.
La sua carriera di attore si è svolta tra il 1957 ed il 1995, con numerose comparse e ruoli in film e serie TV. 

## Biografia
Nacque in una famiglia ugonotta ed era figlio di Hellmuth Felmy (1885-1965), generale dell'aeronautica tedesca e criminale di guerra. Dalla metà degli anni '90 soffrì di osteoporosi e morì nella sua casa di Eching.
Lo si ricorda per aver interpretato il commissario Heinz Haferkamp in 20 episodi di Tatort dal 1974 al 1980 e il dipendente della Stasi Heinrich Gerhard nel film di spionaggio Il sipario strappato.

## Filmografia parziale
- Due volte non si muore (Unruhige Nacht), regia di Falk Harnack (1958)
- Die Ehe des Herrn Mississippi, regia di Kurt Hoffmann (1961)
- Die Flusspiraten von Mississippi, regia di Jürgen Roland (1963)
- Il sipario strappato (Torn Curtain), regia di Alfred Hitchcock (1966)

### Televisione
- Tatort (Tatort) - serie TV (1974-1980)
- Die Wilsheimer - serie TV (1986)
- Die Männer vom K3 - serie TV (1988)
- Abenteuer Airport - serie TV (12 episodi) (1990)
- Hagedorns Tochter - serie TV (1994)
- Faust - serie TV (1995)

## Doppiaggio
- Jack Nicholson in Chinatown, Voglia di tenerezza
- Roy Scheider in Lo squalo